# Morgonandakten
Morgonandakten i P1 är ett program i  Sveriges Radio  P1 som hade premiär 1930 och har en andlig inriktning. Bytte namn till Andakten i P1 den 1 januari 2023.
Morgonandakten sänds kl  05.46 varje vardag. Den tar upp existentiella frågeställningar och andliga upplevelser. Merparten av andakterna är kristna, men det sänds även judiska och muslimska andakter i samband med större högtider inom dessa religioner. Under ett antal temaveckor delar de fem världsreligionerna på dagarna. Bibeln, Torah, Koranen och musik förekommer i andakterna.